# 舞野まや
舞野 まや（まいの まや、1991年11月25日 - ）は、日本の元AV女優。

## 略歴・人物
2010年にAVデビューした。2012年、アダルトビデオ30周年記念企画のAV30でAV監督の渡辺琢斗が選んだ10作品の1つに、彼女が出演した「パンストレズビアン遊戯」が選ばれている。2011年8月いっぱいでAV女優を引退することをブログにて発表。

## 出演作品
2010年
- スーパーヒロイン危機一髪!! Vol.36　科学鳥人隊バードピンク（10月8日、GIGA）共演:水嶋あずみ
- 天空の女神戦士 セーラーディオーネ（11月12日、GIGA）共演:和葉みれい
- 泣きじゃくり 泣き虫美少女・涙ぼろぼろイラマチオ（11月15日、ドリームチケット）[2]
- スゴ～く! 制服の似合う素敵な娘 まや（11月25日、オーロラプロジェクト）[2]
- 美人レスラーVSゲテモノ怪人（11月26日、GIGA）共演:深田梨菜
- 恥辱の公開色責め 新淫章 極虐イキっ恥 第一章 被験者 舞野まや （11月27日、ベイビーエンターテイメント）[2]
- 騙され犯され その果てに… 〜美人OL秘密の有給休暇〜（12月7日、アタッカーズ）共演:緒川凛、川上ゆう
- ヒロイン凌辱 Vol.35 アクセルガールA(エンジェル)編（12月10日、GIGA）共演:藤崎クロエ

2011年
- 学校では見せない桃尻美少女の本性（1月13日、オーロラプロジェクト・アネックス）[2]
- 義父と美少女18歳 ～男の欲望を全て受け入れる少女～（1月23日、ヒビノ）[2]
- 精飲屋敷のお嬢様（2月17日、エムズビデオグループ）[2]
- パンストレズビアン遊戯 Vol.9（3月21日、AVS）[2]
- キチクリンカン96（4月7日、アタッカーズ）[2]
- 中谷?仲間?いえ、佐藤です。（4月22日、バルタン）[2]
- 哀しみの肉体献上 私、ただ愛の為に堕ちていきます…（5月7日、アタッカーズ）[2]
- HYPNO POLICE ～悪夢の催眠犯罪捜査～ 舞野マヤ（5月24日、トラウマアート）
- 精飲ごっくん美少女（6月15日、ワンズファクトリー）[2]
- ドスケベロ●ータ 愛しの変態人形（6月27日、メディア総販ソレイル）[2]
- サバイバルスクリームバトル 舞野マヤ（6月27日、トラウマアート）
- 時間よ止まれ! レズSP（7月7日、V&Rプロダクツ）共演:北川瞳、水嶋あずみ、琥珀うた、しずく[2]
- べろちゅー寸止め立ちコキが強烈過ぎてもう堪らん。（7月15日、SEX Agent）他出演: 梨杏、有村千佳、愛あいり、Ayami、瑠菜[2]
- 電流アクメ拷問所 痙攣女体くらげ 10（7月23日、Baby Entertainment）[2]
- M顔（8月19日、ドグマ）[2]
- 淫交尻娘 4 ～エロ尻娘のドスケベ補習～（8月15日、デジタルアーク）[2]
- おしゃぶり予備校28（8月19日、映天）[2]
- 性奴隷として派遣される人妻（9月15日、グローリークエスト）[2]
- 卑猥責め悶絶お漏らし痴女（12月13日、ユープランニング）[2]

2012年
- 制服緊縛黒髪責め（1月1日、中嶋興業）[2]